# Euxoa altera
Euxoa altera är en fjärilsart som beskrevs av Mcdunnough 1940. Euxoa altera ingår i släktet Euxoa och familjen nattflyn. Inga underarter finns listade i Catalogue of Life.